# Jadranovo
Jadranovo je turističko mjesto udaljeno devet kilometara od grada Crikvenice, kojemu uz Dramalj i Selce administrativno pripada. Dan mjesta slavi se 25. srpnja na blagdan svog nebeskog zaštitnika, svetog Jakova apostola.

## Zemljopis
Jadranovo je smješteno na sjevernom dijelu Jadranskoga mora, svega 8 km od središta Crikvenice i 26 km od Rijeke.
Pripada drugoj vodećoj turističkoj regiji Hrvatske (nakon Istre), Kvarneru, koja bilježi stoljetnu turističku tradiciju. Smješteno na sunčanoj sjevernojadranskoj obali, Jadranovo je prepoznatljivo po svojim brojnim plažama, uvalama te čistom moru, a svojevrsni prirodni fenomen je i ljekovito blato u uvali Lokvišće.

## Stanovništvo
Jadranovo danas ima 1148 stanovnika i administrativno pripada Gradu Crikvenici. Turizam i trgovina su osnovne djelatnosti.
| broj stanovnika | 657   | 737   | 870   | 1012  | 1152  | 1202  | 1223  | 1186  | 976   | 935   | 849   | 914   | 936   | 1008  | 1148  | 1224  | 1077  |
|                 | 1857. | 1869. | 1880. | 1890. | 1900. | 1910. | 1921. | 1931. | 1948. | 1953. | 1961. | 1971. | 1981. | 1991. | 2001. | 2011. | 2021. |

## Povijest
Povoljne klimatske prilike prostora Jadranova, kao i zanimljiva i povoljna morska lokacija privlačile su ljude u davna vremena. Najstariji utvrđeni tragovi naseobina potječu iz mlađeg kamenog doba (6500. – 4000. g. prije Krista).
U uvali Lokvišće nađen je velik broj razbijenih amfora, koje ukazuje na postojanje male luke i skladišta (proizvodnja vina i ulja). U VIII. i IX. st. ovaj prostor naseljavaju Hrvati pristigli s područja sjeverne Dalmacije. 
Na lokaciji današnjeg Jadranova prvi naziv mjesta Sveti Jakov (Sco. Zacomo) nalazi se na zemljovidu Iacoppa de Giroldisa iz 1426. godine.
Popisom stanovništva Hrvatskog primorja u Kraljevini Iliriji iz 1818. obuhvaćeno je i tadašnje mjesto Sv. Jakov (St. Iacob). Tada je u mjestu bilo ukupno 111 kuća s 569 stanovnika.
U novijoj prošlosti (početak 20. stoljeća) tadašnji Sv. Jakov izrazito je mjesto ribara i zidara, a od 1935. počinju pristizati prvi turisti. Od tada mjesto postaje izrazita turistička destinacija s velikim brojem stalnih gostiju.
Zakonom o funkcioniranju općina 14. lipnja 1952. ukinuta je općina Sv. Jakov-Šiljevica. Za novi naziv mjesta na referendumu održanom 1954. izabrano je ime Jadranovo (ostali predloženi nazivi bili su: Ribarevo, Lovorovo, Zidarevo, Radenovo), ali je etnik Jakovar/Jakovarka ostao i nakon promjene naziva mjesta
u Jadranovo.

## Kultura
- Fešta od črešanj

## Gospodarstvo
Turizam je glavna privredna grana Jadranova. Iako Jadranovo ne raspolaže s hotelskim kapacitetima zahvaljujući privatnom smještaju, u uređenim sobama i apartmanima, može boraviti i do tri tisuće gostiju. Ljeti se organiziraju zabavni događaji poput tradicijskih ribarskih zabava.

## Poznate osobe
- Boško Šnajder, trofejni hrvatski motociklist

## Vanjske poveznice

### Sestrinski projekti
|  | Zajednički poslužitelj ima još gradiva o temi Jadranovo |

### Mrežna sjedišta
- Crikvenica.hr – Jadranovo  Arhivirana inačica izvorne stranice od 10. prosinca 2014. (Wayback Machine)